# ديفيد همفريز
ديفيد همفريز (6 أغسطس 1953 - 15 يوليو 2020) (بالإنجليزية: David Humphries)‏ هو لاعب كريكت بريطاني. شارك مع منتخب إنجلترا للكريكت.

## وصلات خارجية
- ديفيد همفريز على موقع إي آس بي آن كريك إنفو (الإنجليزية)